# Malasia en los Juegos Paralímpicos de Seúl 1988
Malasia estuvo representada en los Juegos Paralímpicos de Seúl 1988 por un total de catorce deportistas, doce hombres y dos mujeres.

## Medallistas
El equipo paralímpico malasio obtuvo las siguientes medallas:
| Nombre            | Deporte      | Evento           |
| ----------------- | ------------ | ---------------- |
| Oro               |              |                  |
| —                 |              |                  |
| Plata             |              |                  |
| —                 |              |                  |
| Bronce            |              |                  |
| Perumal Mariappan | Halterofilia | –57 kg masculino |